# GRAND PRIX
GRAND PRIX（グランプリ）は、日本のロックバンド。

## 来歴
元MAKE-UPの2人、山田信夫と河野陽吾を中心に1988年に結成・デビュー。1992年に解散した。

## メンバー
- 山田信夫(Vo)
- 南明朗(Gt)
- 上村功一(Ba)
- 笹井新介(Dr)
- 河野陽吾(Key)

## ディスコグラフィ

### シングル
1. Tears＆Soul (1988年9月21日リリース)
2. SHOW ME THE WAY (1989年4月8日リリース) （ヨコハマタイヤCMソング）
3. Drive On Road (1989年7月21日リリース)
4. Lonely Lion (1989年11月1日リリース)
5. Rising Sun (1990年4月1日リリース)
6. Open Your Eyes (1991年3月1日リリース)
7. Young Boy's Soul (1991年5月1日リリース)

### アルバム
1. Tears＆Soul (1988年9月21日リリース)
  - 6曲目｢Bodies｣が1991年発売のVHSソフト｢第59回ル･マン24hレース ロータリーが吼えた日｣に挿入歌として使用される。
2. TREASURE HUNTING (1989年7月21日リリース)
  - 11曲目｢Longest Night｣が1991年発売のVHSソフト｢第59回ル･マン24hレース ロータリーが吼えた日｣にエンディングテーマとして使用される。
3. Long Way Home (1990年4月21日リリース)
4. ROCK (1991年5月21日リリース)
  - 1曲目｢Young Boy's Soul｣が1991年発売のVHSソフト｢第59回ル･マン24hレース ロータリーが吼えた日｣に挿入歌として使用される。
5. The Best Of GRAND PRIX (1992年3月21日リリース)
6. ROCK JOINT BAZZAR (1993年3月21日リリース)
7. GRAND PRIX GOLDEN☆BEST (2005年5月18日リリース)